# Jean d'Udine
Jean d’Udine (pseudoniem voor Albert Cozanet) (Landivisiau, 1 juli 1870-1938) was een Frans componist, musicoloog, estheticus, muziekcriticus, advocaat en auteur.

## Opleiding en loopbaan
In 1890 behaalt hij zijn licentiaat rechten in Rennes. Van 1891 tot 1897 staat hij ingeschreven als advocaat aan de balie van Saint-Nazaire.
Rond 1900 trok hij naar Parijs, waar hij zich in de muziek ontplooide. Hij stond in contact met een aantal belangrijke personen uit de wereld van muziek en dans. De Bibliothèque nationale de France bezit brieven aan hem van Gustave Charpentier, Alfred Cortot, Jules Massenet, Isadora Duncan en Henri Mogis (letterkundige). Daarnaast was hij leerling van August Vandekerkhove in de Cosmosofie. In 1908-1909 studeerde hij ritmische gymnastiek bij Jacques Dalcrose in Genève.

## Esoterie
Door Raymond Duval, werd Jean d’Udine uitgenodigd om leerling te worden in de school van de Cosmosofie van August Vandekerkhove, alias S.U.Zanne. Aanvankelijk was d’Udine een toegewijde discipel en S.U.Zanne had in hem zelfs een opvolger gezien. De kritiek van d’Udine op de filosofie van de Cosmosofie werd steeds groter en hij werd – na onderling overleg door de andere leerlingen – uit de beweging verwijderd.
Jean d’Udine schilderde zelf een set tarotkaarten, gebaseerd op zijn eigen Orchestration des couleurs (zie onder geschreven werken). Deze tarot stonden mede aan de basis van de breuk met S.U.Zanne.

## Ritmische geometrie
Een van zijn grootste verdiensten is het ontwikkelen van de ritmische geometrie. Daarnaast was hij verdienstelijk bij het uitdragen van de klassieke muziek bij de kinderen. Hij schreef ook een aantal populair-wetenschappelijke werken over muziek.

## Geschreven werken
- De la Corrélation entre les sons et les couleurs (1897)
- L’Orchestration des couleurs, analyse, classification et synthèse mathématiques des sensations colorées (1903)
- Qu’est-ce que la gymnastique rythmique (1909)
- L’Art et le geste (1910)
- La Coordination des mouvements et la culture de la volonté par la gymnastique rythmique de Jacques-Dalcroze (1911)
- Les rapports musicaux des unités d’espaces et des unités de temps. Les naves et les pulses (1912)
- Qu'est-ce que la Danse (1921)
- Les Transmutations rythmiques (1922)
- Traité complet de géométrie rythmique (1926)
- Gluck (1930)
- Souvenirs intimes (ongepubliceerde herinneringen ten behoeve van zijn zoon)

## Composities
- Valse héroïque pour piano
- Huit Géorythmies, pour le piano, spécialement composées pour l'étude et l'exécution des figures de danse de la géométrie rythmique
- Les chants de la jungle (muziek bij gedichten van Rudyard Kipling)

- Bibliothèque nationale de France: cb14996619n (data)
- Gemeinsame Normdatei: 122960440
- International Standard Name Identifier: 0000 0001 0991 9847
- Library of Congress Control Number: n97858133
- Nationale Bibliotheek van Tsjechië: xx0181753
- Nationale Bibliotheek van Israël: 987007301136105171
- Nederlandse Thesaurus van Auteursnamen: 160620996
- SNAC: w6wq7sp8
- Système universitaire de documentation: 068893892
- Virtual International Authority File: 79203304
- WorldCat: E39PBJcgwXX7HJTxpbkRYVGCQq